# Eusebio Sacristán
Eusebio Sacristán Mena (* 13. April 1964 in La Seca, Provinz Valladolid), genannt Eusebio, ist ein ehemaliger spanischer Fußballspieler und heutiger -trainer.
Einen Großteil seiner Profikarriere verbrachte der Mittelfeldspieler bei Real Valladolid und dem FC Barcelona, mit dem er 1992 den Europapokal der Landesmeister gewann.

## Spielerkarriere

### Verein
Eusebio Sacristán rückte 1982 aus der Nachwuchsabteilung von Real Valladolid zunächst in die Amateurmannschaft und ein Jahr später in den Erstligakader der Profis auf. In seiner ersten Profisaison erreichte er mit Valladolid in der Primera División einen mäßigen 14. Tabellenplatz. Wesentlich erfolgreicher war dagegen der Gewinn der Copa de la Liga, dem damals ausgetragenen spanischen Ligapokal. Dies war der erste bedeutende Titelgewinn in der Vereinsgeschichte von Real Valladolid und auch in der Karriere von Sacristán. Dadurch sicherte sich sein Team auch die Teilnahme am UEFA-Pokal 1984/85, wo man allerdings schon in der ersten Runde am kroatischen Vertreter HNK Rijeka scheiterte. Bis 1987 spielte Eusebio Sacristán noch bei Valladolid, ohne dabei weitere nennenswerte Erfolge zu erzielen. Danach wechselte er für eine Saison zu Atlético Madrid, mit denen er am Saisonende den 3. Tabellenplatz erreichte.
1988 ging der Mittelfeldspieler zusammen mit seinem Teamkameraden Julio Salinas zum Traditionsverein FC Barcelona. Dort sollte unter dem neuen Trainer Johan Cruyff ein Dreamteam entstehen, welches in den Folgejahren zahlreiche Titel einfuhr. Zu diesem Kader gehörten neben dem besagten Salinas unter anderem auch Andoni Zubizarreta, José Ramón Alexanko, Guillermo Amor, Gary Lineker oder Txiki Begiristain. So konnte Sacristán in seiner ersten Saison bei Barcelona den Gewinn des Europapokal der Pokalsieger 1988/89 feiern. In der Meisterschaft erreichte das Team die Vizemeisterschaft hinter dem Erzrivalen Real Madrid. In der Folgesaison verschlechterte sich das Team zwar um einen Tabellenplatz und scheiterte im Achtelfinales des Europapokals der Pokalsieger am RSC Anderlecht, dafür gewann Barcelona diesmal die Copa del Rey, Spaniens nationalen Pokalwettbewerb. Und das Team von Sacristán wurde ständig mit neuen Stars wie Michael Laudrup, Ronald Koeman oder Christo Stoitschkow verstärkt. In der Saison 1990/91 erreichte der Mittelfeldakteur mit seiner Mannschaft dann endlich die ersehnte Meisterschaft. Im Finale des Europapokals der Pokalsieger scheiterte man knapp an Manchester United. Auch in den folgenden drei Jahren wurde Barcelona Meister und gewann außerdem den Europapokal der Landesmeister 1991/92 sowie den UEFA Super Cup 1992 und den spanischen Superpokal in den Jahren 1991, 1992 und 1994. Eusebio Sacristán kam in den letzten beiden Jahren bei Barcelona dann seltener zum Einsatz und entschied sich 1995 für einen Wechsel zu Celta Vigo.
Nach zwei Jahren als etablierter Stammspieler in Vigo kehrte der Mittelfeldspieler 1997 zu seinem Heimatverein Real Valladolid zurück und absolvierte dort die letzten 5 Jahre seiner Profikarriere. Mit zwei Niederlagen gegen Spartak Moskau war Sacristán in der zweiten Runde des UEFA-Pokal 1997/98 auch letztmals auf internationaler Bühne tätig. In der Meisterschaft erreichte er mit Valladolid bis 2002 nur noch mittelmäßige Platzierungen.
Mit 543 Erstligaeinsätzen bestritt der Mittelfeldakteur hinter seinem ehemaligen Teamkameraden Andoni Zubizarreta und Raúl in seiner Karriere die drittmeisten Spiele in der Primera Divisíon.

### Nationalmannschaft
Eusebio Sacristán spielte von 1986 bis 1992 auch für die spanische Fußballnationalmannschaft. Sein Debüt gab er dabei am 24. September 1986 in einem Freundschaftsspiel gegen Griechenland. Bei den großen Turnieren gehörte er zur Fußball-Europameisterschaft 1988 zum Kader, kam aber nicht zum Einsatz.

## Trainerkarriere
Im Jahr 2003 kehrte Sacristán zum FC Barcelona zurück und wurde Assistenztrainer von Frank Rijkaard. Zusammen mit dem Niederländer und der Mannschaft um die Stars Lionel Messi, Ronaldinho, Xavi oder Samuel Eto’o feierte der Verein zwei weitere Meisterschaften und den Gewinn der UEFA Champions League 2006. Ab 2009 war Eusebio Trainer bei seinem ehemaligen Verein Celta Vigo. Nach einer durchwachsenen Saison in der zweiten spanischen Liga und dem zwölften Tabellenplatz wurde er nach einer Saison wieder entlassen.
Ab der Saison 2011/2012 ist er neuer Chefcoach der zweiten Mannschaft des FC Barcelona in der Segunda Division. Er trat somit die Nachfolge von Luis Enrique an. Eusebio betreute das Team bis Februar 2015. Im November 2015 übernahm er den Cheftrainerposten beim Erstligisten Real Sociedad San Sebastián, nachdem der vorherige Trainer David Moyes nach einem schwachen Saisonstart entlassen wurde. In der Saison 2016/17 führte er das Team auf den sechsten Tabellenplatz und damit zur Teilnahme an der UEFA Europa League 2017/18. Dort scheiterte sein Team im Sechzehntelfinale am FC Red Bull Salzburg. Einen Monat später lösten Eusebio und San Sebastián den Vertrag nach anhaltend schwachen Leistungen in der Liga im März 2018 auf. Vor dem Start der neuen Saison wurde er im Juni 2018 als Trainer des Ligakonkurrenten FC Girona vorgestellt. Den Verein verließ er nach dem Abstieg in der Saison 2018/19.

## Titel
- Europapokal der Pokalsieger: 1989
- Europapokal der Landesmeister: 1992
- UEFA Super Cup: 1992
- Primera Divisíon: 1991, 1992, 1993 und 1994
- Copa de la Liga: 1984
- Copa del Rey: 1990
- Supercopa de España 1991, 1992 und 1994